# Пеллегрини, Карл Клеменс фон
граф Карл Клеменс фон Пеллегрини (нем. Karl Clemens von Pellegrini; 20 ноября 1720, Верона, Венеция — 28 ноября 1796, Вена) — австрийский (священно-римский) фельдмаршал (1788).

## Биография
Родился в 1720 году в Вероне в итальянской аристократической семье. Четверо его братьев также стали военными, служившими в австрийской армии, тогда как пятый — монахом-иезуитом и известным католическим проповедником.
Рано поступив офицером в австрийскую армию, Пеллегрини еще в 1734 году, 14-летним подростком, участвовал в осаде Филипсбурга. Несколько лет спустя, в ходе очередной австро-турецкой войны (в ходе которой союзником Австрии выступила Россия) Пеллегрини в 1737 году был переведен в состав Дунайской флотилии, состоявшей из девяти парусных кораблей, имевших от 22 до 40 пушек, и шести галер с 36 пушками каждая. Попытки полноценно использовать флотилию в боевых действиях потерпели неудачу из-за бюрократических проволочек и целого ряда поражений сухопутных войск, однако на карьеру Пеллегрини это не повлияло. К началу войны за Австрийское наследство он был майором, а к началу Семилетней войны — полковником и командиром пехотного полка.
В ходе Семилетней войны Пеллегрини отличился в битве при Бреслау, где два пехотных полка успешно выдержали атаку четырёх кавалерийских, за что в следующем году был награждён орденом Марии Терезии. Затем Пеллегрини участвовал в сражении при Хохкирхе (1758), а в 1759 году был произведён в генерал-майоры и назначен командиром пехотной бригады, с которой сражался в битвах при Максене и при Торгау.
Вскоре после окончания Семилетней войны Пеллегрини был произведён в фельдмаршал-лейтенанты (генерал-лейтенанты). Когда в 1765 году орден Марии Терезии был разделён на степени, Пеллегрини стал одним из первых девяти военачальников, получивших следующую, вторую степень ордена.
В дальнейшем Пеллегрини занимал должности командующего войсками в Верхней Австрии, генерального инспектора пехоты и члена Гофкригсрата. В 1767 году стал почётным шефом 49-го пехотного полка.
Затем Пеллегрини было поручено принять командование всеми инженерными и сапёрными войсками (с 1769 года) а затем, в дополнение к предыдущей должности, и главное командование всеми австрийскими крепостями. Занимая эти должности, Пеллегрини стремился наладить систему обучения военных инженеров. Кроме того, при нём были построены крепости Терезиенштадт и Йозефштадт и спроектирована крепость Кёниггрец.
Когда разразилась очередная Австро-турецкая война и вскоре после того, как отступление австрийской армии из Карансебеша закончилось хаосом, Пеллегрини был назначен комендантом Темешвара, откуда планировал поддержать осаду австрийцами контролировавшего турками Белграда. В конце сентября 1789 года крепость Темешвар осадили турки, а фельдмаршал Лаудон не мог или не хотел оказать её помощь. Тем не менее, Пеллегрини сумел продержаться довольно долго, за что был награждён большим крестом ордена Марии Терезии (12 октября 1789 года).
После окончания войны Пеллегрини вернулся в Вену, где жил в собственном особняке, который сам же и построил.
В 1792 году он был награждён орденом Золотого руна.
Скончался в 1796 году в Вене.